# 162
162（一百六十二）是161與163之間的自然數。

## 在數學上
- 合數，正因數有1、2、3、6、9、18、27、54、81和162。
質因數分解為{\displaystyle 2\times 3^{4}}。
- 第37個過剩數，真因數和為201，盈度為39。前一個為160、下一個為168。
  - 第38個半完全數，和為本身的其中一組因數為1、 2、 6、 18、 54、 81。前一個為160、下一個為168。
- 第52個十进制的哈沙德數。前一個為156、下一個為171。
- 第75個十进制的等數位數。前一個為161、下一個為163。
- 第9個不可及數。前一個為146、下一個為188。
- 正二十邊形的內角為162°